# Логвино (Тверская область)
Логвино  — деревня в Зубцовском районе Тверской области. Входит в состав Вазузского сельского поселения.

## География
Находится в южной части Тверской области на расстоянии приблизительно 1 км по прямой на юг от районного центра города Зубцов.

## История
Деревня была отмечена еще на карте 1825 года. В 1859 году здесь (деревня Зубцовского уезда Тверской губернии) было учтено 18 дворов, в 1941—28.

## Население
Численность населения: 136 человек (1859 год), 2 (русские 100 %) в 2002 году, 1 в 2010.